# Go-Tōbun no Hanayome
Go-Tōbun no Hanayome (五等分の花嫁 lit. Cinco novias iguales?), conocida con el título de Las quintillizas en España y México y de Somos quintillizas en Argentina, es una serie de manga escrita e ilustrada por Negi Haruba. La historia gira en torno a Futarō Uesugi, un estudiante excelso que lidia con los problemas económicos de su endeudada familia. Es por esta razón que acepta instruir a las Nakano, cinco hermanas idénticas con pésimo rendimiento académico y que van a su mismo colegio. Mediante un flashforward se revela que al final de la serie se casará con una de ellas.
La serie está basada en un one-shot difundido por Kōdansha en su Shūkan Shōnen Magazine, en la edición de agosto de 2017, y se publicó en la mencionada revista entre el 17 de octubre de ese año y el 17 de abril de 2020, con catorce volúmenes recopilados en tankōbon emitidos. Las versiones en español las publicaron Editorial Ivrea en Argentina, Norma Editorial en España y Editorial Panini en México. Por otra parte, Kodansha USA se encargó de difundir digitalmente el manga en inglés, bajo la marca Kodansha Comics. Un capítulo especial, ambientado tiempo después del final de la obra, se publicó el 18 de mayo de 2022 en la Shūkan Shōnen Magazine. 
La historia fue adaptada a formato anime primero por Tezuka Productions y más tarde por Bibury Animation Studios, con dirección de Satoshi Kuwabara en la primera temporada y de Kaori en la segunda. El programa se emitió en Japón desde el 10 de enero de 2019 hasta el 25 de marzo de 2021 por TBS y generó veinticuatro episodios. Después de la segunda temporada, titulada Go-Tōbun no Hanayome ∬ (五等分の花嫁∬?), Bibury realizó Go-Tōbun no Hanayome: La película en 2022 para darle un cierre a la historia. Asimismo, en 2023 el estudio Shaft produjo un segundo programa animado, de nombre Go-Tōbun no Hanayome∽, de una hora de duración. Se proyectó inicialmente en cines de Japón y luego en el canal TBS, que dividió este especial en dos episodios.
El manga creció rápidamente en popularidad desde su primera publicación: tuvo un buen rendimiento comercial en 2019 y 2020 y se encuentra entre los más vendidos de la historia. Las adaptaciones al anime también consiguieron un éxito notable. Por este motivo, se han creado productos de todo tipo basados en los personajes. Además, se ha publicado una novela visual así como videojuegos para móviles y consolas inspirados en la serie. En cuanto a las críticas, los medios de prensa dijeron que el argumento es poco original, pero que tanto Futarō como las quintillizas son personajes interesantes. Apartados como el humor, el diseño y la animación obtuvieron comentarios favorables, aunque se mencionó que la serie acude a conveniencias para que la trama progrese.

## Argumento

### Sinopsis
Futarō Uesugi es un estudiante de secundaria que tiene excelentes notas y que proviene de una familia muy pobre. Un día, su hermana menor lo llama para avisarle que su padre le ha encontrado un trabajo a medio tiempo: tutor escolar de un compañero rico que acaba de trasladarse a su escuela. Cuando llega a la residencia, descubre que en realidad debe instruir a las Nakano: Ichika, Nino, Miku, Yotsuba e Itsuki, quintillizas idénticas. A pesar de sus pésimas calificaciones, casi todas se niegan a recibir su ayuda porque su núcleo familiar es cerrado y lo consideran un intruso. Cabe resaltar que las hermanas se distinguen entre ellas por sus personalidades, peinados y estilos. No obstante, de ser necesario cualquiera es capaz de disfrazarse y hacerse pasar por las otras.
Las sesiones de estudio frecuentemente se ven interrumpidas por distracciones y caos generado por las jóvenes. El protagonista comprende que, para mantener su trabajo, tiene que conocerlas mejor y aprender cuáles son los intereses de cada una. Con el tiempo, Futarō consigue convencerlas de que lo acepten y se tomen en serio los estudios para mejorar sus calificaciones y graduarse. Más adelante, se devela que Futarō conoció y se enamoró de una de las quintillizas durante un viaje escolar cuando era niño, aunque no sabe de cuál. Un flashforward revela que el protagonista termina casándose con una de ellas, pero no se menciona la identidad sino hasta el final. El misterio sobre cuál será su esposa surge a medida que las cinco se enamoran de él durante las tutorías.

### Temáticas y estilo
El argumento del manga es, en esencia, sobre un alumno que enseña a sus compañeros de clase, un tema común en series ambientadas en escuelas secundarias y con esquema de harem. Se trata de una comedia romántica con pocas insinuaciones sexuales, puesto que el contenido ecchi es escaso y el fanservice gratuito decrece con el correr de los capítulos. Según el autor, no quiso «incluir escenas para adultos porque ver esa parte de un personaje hace que pierdas el interés en él». Go-Tōbun no Hanayome tiene elementos humorísticos, a menudo en escenas donde al protagonista se lo reprende por su comportamiento poco romántico. Otro aspecto que se explora son los problemas económicos de Futarō y cómo este se siente responsable del bienestar de su hermana y su padre.
El autor revela desde el principio que el protagonista contraerá matrimonio con una de las quintillizas y la idea es que el lector siga la historia hasta el final para saber con cuál será. A pesar de ello, el enfoque no está en la identidad de la futura esposa, sino en el motivo por el que Fuutarou la eligió. Es por esta razón que se representa a las cinco como mujeres con defectos y objetivos, lo que facilita el desarrollo de personaje. En definitiva, Futarō funciona como catalizador de las metas y autorrealización de las hermanas. Respecto a la forma en que se retratan sus vínculos, las Nakano poseen personalidades totalmente diferentes y marcadas, discuten, pero se protegen entre ellas, y se pelean a medida que surgen sentimientos amorosos por Futarō.

## Personajes
A continuación, se describe brevemente a los personajes principales y se nombrará a los seiyū de la versión original y a los actores de doblaje en Hispanoamérica:
- Futarō Uesugi (上杉風 太郎 Uesugi Fūtarō?) es un estudiante de secundaria sobresaliente y directo, que se interesa más en su rendimiento académico que en relacionarse con sus compañeros. Está decidido a conservar el trabajo como tutor escolar aun con los contratiempos que inicialmente se presentan, porque proviene de una familia endeudada.[8][9] Futarō consiente a su hermana menor, Raiha, y al principio es frío con las Nakano, viéndolas solo como un medio de obtener el dinero que necesita.[9] No obstante, con el transcurso de la obra se gana la confianza y el amor de las quintillizas.[3][4] En el idioma original, su seiyū es Yoshitsugu Matsuoka, mientras que en el doblaje hispanoamericano es Manuel Campuzano.[10][11]

- Ichika Nakano (中野 一花 Nakano Ichika?) es la mayor de las quintillizas, torpe, pero bienintencionada.[5] Tiene cabello corto sin accesorios y un arete en la oreja derecha.[11] Le presta más atención al romance que a la escuela y su deseo es convertirse actriz de cine, por lo que suele acudir a audiciones.[8][12] Aunque es la mayor solo por segundos, es responsable y se muestra afectuosa con sus hermanas, a quienes frecuentemente aconseja.[12] Ichika destaca en matemáticas, pero su rendimiento en el resto de materias es insuficiente.[12] En el idioma original, su seiyū es Kana Hanazawa, mientras que en el doblaje hispanoamericano es Lupita Leal.[10][11]

- Nino Nakano (中野 二乃 Nakano Nino?) es la segunda y la más hostil de las quintillizas. Tiene el cabello muy largo y utiliza dos accesorios con forma de mariposa en los costados, aunque se corta el pelo tras experimentar problemas personales.[11][13] Al comienzo, detesta a Futarō y hace todo lo posible para alejarlo del círculo familiar, lo que la transforma en la «generadora del caos» de la serie.[5][14] Sin embargo, después de muchas interacciones termina enamorándose del protagonista y es la primera en declarársele.[15] Es sumamente hábil en la cocina y, a pesar de su carácter mordaz, es muy maternal con sus hermanas.[15] En la idioma original, su seiyū es Ayana Taketatsu, mientras que en el doblaje hispanoamericano es Stephanie Filigrana.[10][11]

- Miku Nakano (中野 三玖 Nakano Miku?) es la tercera quintilliza, distante e impasible.[5] Mantiene el cabello medio largo y su principal característica son sus auriculares tipo casco, que siempre carga en el cuello.[11] Miku, un personaje con cualidades propias de una kuudere —al parecer, es introvertida porque prefiere serlo y no porque sea insegura—, es la primera de las cinco y quizás la que más intensamente se enamora de Futarō.[16] Es una reki-jo (歴女?), dado que le fascinan los señores de la guerra de épocas específicas de la historia japonesa,[17] además de que es mala cocinera y la única materia donde obtiene buenos resultados es Historia.[16] En el idioma original, su seiyū es Miku Itō, mientras que en el doblaje hispanoamericano es Marisol Hamed.[10][11]

- Yotsuba Nakano (中野 四葉 Nakano Yotsuba?) es la cuarta y la más alegre de las quintillizas.[5] Tiene cabello de longitud media y una cinta verde sobre la cabeza que, al atarla, se asemeja a un par de orejas de conejo.[11] Energética y atlética, aunque con las peores notas, no demuestra oposición hacia el nuevo tutor e inmediatamente se compromete a estudiar bajo su mando.[2] Su asignatura preferida es Japonés.[18] A pesar de sus sentimientos por el personaje principal, Yotsuba antepone a sus hermanas por sobre sí misma y anima a Miku y Nino para que confiesen su afecto hacia Futarō.[18] En el idioma original, su seiyū es Ayane Sakura,[nota 1] mientras que en el doblaje hispanoamericano es Erika Langarica.[10][11]

- Itsuki Nakano (中野 五月 Nakano Itsuki?) es la menor de las quintillizas y en su presentación demuestra características típicas de una tsundere.[5] Posee cabello muy largo y un exagerado estilo ahoge con estrellas en los costados.[11] Es quien conoce primero a Futarō, antes de que a este se le ofrezca el trabajo de tutor, y se niega a recibir enseñanzas del joven porque su encuentro inicial fue negativo.[1] Itsuki es buena en ciencias y más adelante acepta la tutela de Futarō, ya que desea convertirse en maestra, profesión de su fallecida madre.[20] En el idioma original, su seiyū es Inori Minase, mientras que en el doblaje hispanoamericano es Jocelyn Robles.[10][11]

## Producción
Durante muchos años, Negi Haruba tuvo en mente el concepto de una serie basada en quintillizas que se enamoran de la misma persona, incluso antes de trabajar como ilustrador del manga de Shun Hirose Karma of Purgatory, publicado en la Shūkan Shōnen Magazine entre 2014 y 2015. Escribió y presentó algunas ideas, pero no consiguió impresionar a su editor en jefe. Tras la finalización de Karma of Purgatory, Haruba realizó modificaciones en la historia hasta que la revista aceptó producir un one-shot. El capítulo en cuestión no contiene diferencias significativas con el comienzo de la obra original, se publicó en la octava edición de ese año y recibió buenas críticas, por lo que se decidió crear un manga.
A Haruba se le asignaron varios editores, de apellidos Kawakubo, Fujii e Iwamura, quienes, de acuerdo con el autor, tenían ideas completamente diferentes sobre cómo debía ser «la atmósfera, el ritmo y el tiempo». No obstante, después de la publicación del primer volumen armonizaron y su trabajo se volvió «más fluido». Entre las sugerencias que se aportaron, la idea de que las protagonistas fueran cuatrillizas o sextillizas fue rápidamente descartada por el supervisor. Haruba teorizó que este «se inspiró en Super Sentai Series» para que fueran cinco.
El autor hizo una lista de unos veinte personajes femeninos de mangas que le habían gustado y combinó sus personalidades para componer a sus futuras «heroínas». Se determinó que las cinco hermanas tuvieran temperamentos distintos y generaran un «equilibrio». Miku, que al principio era más «tierna», es el personaje que más alteraciones tuvo. Además, deliberadamente hizo que todas tuvieran una primera impresión terrible sobre Fuutarou para causar más impacto en el lector una vez que comenzaran a enamorarse de él.
La razón de insertar un flashforward tan determinante al comienzo de la obra fue para captar la atención y «fijarle una meta» al lector, aun sabiendo que eso supondría «ponerse en contra a cuatro de cada cinco fanáticos» al final. Luego de enterarse de que su serie iba a ser adaptada, Haruba dibujó algunos capítulos pensando en su equivalente animado. Por ejemplo, ideó la trama de las aguas termales porque sabía que un episodio de ese tipo gustaría a los espectadores. En cuanto a la conclusión, en una reunión el equipo planeó crear múltiples finales felices donde el protagonista se quedara con cada hermana. Sin embargo, rápidamente desistieron, porque eso «haría que toda la serie no tuviera sentido. [...] Lo normal es que solo elija a una».

## Contenido

### Manga
El manga se publicó entre el 17 de octubre de 2017 y el 17 de abril de 2020 en la Shūkan Shōnen Magazine, de la editorial japonesa Kōdansha, y sus 122 capítulos se recopilaron en catorce volúmenes tankōbon. Cada uno cuenta con alrededor de ciento noventa páginas y la venta está disponible únicamente a mayores de dieciséis años. En febrero de 2020, Kōdansha comenzó a publicar una versión a color. Entre las editoriales que licenciaron la obra para su distribución en español, se encuentran Ivrea en Argentina, que tradujo el título como Somos quintillizas; Norma en España, desde abril de 2020; y Panini en México. Además, la versión digital del manga en inglés lo distribuye Kodansha Comics, con traducción de Steven LeCroy.
En 2019, se publicó un manga derivado titulado Go-Tōbun No Hanayome – Magical Girl Raiha With the Quintuplet of Witch. Entre 2019 y 2020, mensualmente se publicaron cinco libros suplementarios sobre la serie, cada uno basado en una de las quintillizas y supervisado por Haruba. En estaciones de trenes de varias prefecturas japonesas se colgaron carteles publicitarios de estas obras. El 18 de mayo de 2022, la Shūkan Shōnen lanzó un capítulo extra —que se conoce como el «volumen 14.5»— ambientado tiempo después del final de la historia, que a los pocos días se entregó como regalo para los espectadores que vieron la película durante su estreno en Japón.
| Lista de volúmenes | Lista de volúmenes       | Lista de volúmenes     | Lista de volúmenes      | Lista de volúmenes     | Lista de volúmenes      | Lista de volúmenes     |
| #                  | Fecha de publicación     | ISBN                   | Fecha de publicación    | ISBN                   | Fecha de publicación    | ISBN                   |
| ------------------ | ------------------------ | ---------------------- | ----------------------- | ---------------------- | ----------------------- | ---------------------- |
| 1                  | 17 de octubre de 2017    | ISBN 978-4-06-510249-7 | 15 de mayo de 2020      | ISBN 978-8-467-94106-7 | 18 de diciembre de 2019 | ISBN 978-6-076-34489-7 |
| 2                  | 15 de diciembre de 2017  | ISBN 978-4-06-510814-7 | 17 de julio de 2020     | ISBN 978-8-467-94174-6 | 5 de febrero de 2020    | ISBN 978-6-076-34649-5 |
| 3                  | 16 de marzo de 2018      | ISBN 978-4-06-511075-1 | 4 de septiembre de 2020 | ISBN 978-8-467-94175-3 | 10 de junio de 2020     | ISBN 978-6-076-34740-9 |
| 4                  | 17 de mayo de 2018       | ISBN 978-4-06-511416-2 | 29 de octubre de 2020   | ISBN 978-8-467-94176-0 | 8 de julio de 2020      | ISBN 978-6-076-34870-3 |
| 5                  | 17 de julio de 2018      | ISBN 978-4-06-511988-4 | 15 de enero de 2021     | ISBN 978-8-467-94177-7 | 5 de agosto de 2020     | ISBN 978-6-076-34952-6 |
| 6                  | 14 de septiembre de 2018 | ISBN 978-4-06-512607-3 | 5 de marzo de 2021      | ISBN 978-8-467-94178-4 | 14 de octubre de 2020   | ISBN 978-6-075-68069-9 |
| 7                  | 17 de diciembre de 2018  | ISBN 978-4-06-513250-0 | 14 de mayo de 2021      | ISBN 978-8-467-94518-8 | 9 de diciembre de 2020  | ISBN 978-6-075-68161-0 |
| 8                  | 14 de febrero de 2019    | ISBN 978-4-06-514125-0 | 9 de julio de 2021      | ISBN 978-8-467-94519-5 | 10 de marzo de 2021     | ISBN 978-6-075-68274-7 |
| 9                  | 17 de abril de 2019      | ISBN 978-4-06-515308-6 | 3 de septiembre de 2021 | ISBN 978-8-467-94654-3 | 14 de abril de 2021     | ISBN 978-6-075-68310-2 |
| 10                 | 17 de junio de 2019      | ISBN 978-4-06-514879-2 | 10 de diciembre de 2021 | ISBN 978-8-467-94819-6 | 9 de junio de 2021      | ISBN 978-6-075-68419-2 |
| 11                 | 17 de septiembre de 2019 | ISBN 978-4-06-516335-1 | 4 de febrero de 2022    | ISBN 978-8-467-94939-1 | 18 de agosto de 2021    | ISBN 978-6-075-68585-4 |
| 12                 | 15 de noviembre de 2019  | ISBN 978-4-06-517312-1 | 8 de abril de 2022      | ISBN 978-8-467-94940-7 | 20 de octubre de 2021   | ISBN 978-6-075-68714-8 |
| 13                 | 17 de enero de 2020      | ISBN 978-4-06-518452-3 | 15 de julio de 2022     | ISBN 978-8-467-94941-4 | 8 de diciembre de 2021  | ISBN 978-6-075-68817-6 |
| 14                 | 17 de abril de 2020      | ISBN 978-4-06-518687-9 | 9 de junio de 2023      | ISBN 978-8-467-94942-1 | 9 de febrero de 2022    | ISBN 978-6-075-68925-8 |

### Anime
| Director             | Satoshi Kuwabara (T1) Kaori (T2) Kōji Matsumura (∽) Yukihiro Miyamoto (∽)  |
| Creador original     | Negi Haruba                                                                |
| Composición          | Keiichirō Ōchi                                                             |
| Dirección artística  | Masami Saito (T1) Akihito Ougiyama (T2) Ken Naito (∽)                      |
| Diseño de personajes | Michinosuke Nakamura (T1) Masato Katsumata (T2) y (∽) Kazuya Shiotsuki (∽) |
| Edición              | Wataru Uchida (T1) Mutsumi Takemiya (T2) Rie Matsubara (∽)                 |
| Música               | Hanae Nakamura Miki Sakurai Natsumi Tabuchi (T1)                           |

En agosto de 2018, se anunció en los números 36 y 37 de la Shūkan Shōnen Magazine que la obra recibiría una adaptación a formato anime y que esta se transmitiría en TBS un año más tarde. Durante la producción del programa, que fue dirigido por Satoshi Kuwabara y animado por el estudio Tezuka Productions, Haruba revisó los guiones con detalle y sugirió que se redujeran las escenas provocativas lo máximo posible. Se emitió primero en TBS y después en los canales SUN y BS-TBS, entre el 10 de enero y el 28 de marzo de 2019, y generó doce episodios.
Crunchyroll transmitió la serie desde el estreno de la misma y Funimation proporcionó el doblaje en inglés a partir del 30 de enero. El programa estuvo en el catálogo de sitios como GyaO! —por la celebración del Día de San Valentín— o ABEMA —por la fecha de cumpleaños de las quintillizas— de forma gratuita por tiempo limitado. En Japón, Pony Canyon sacó a la venta mesualmente los doce episodios en formato de video DVD y Blu-ray en cinco discos, el primero de los cuales se lanzó el 20 de marzo de 2019. Funimation hizo lo propio para los angloparlantes y publicó un volumen de DVD y Blu-ray el 19 de mayo de 2020.
Para la segunda temporada, titulada Go-Tōbun no Hanayome ∬ (五等分の花嫁∬?), se cambió el estudio por Bibury Animation Studios y Kaori reemplazó a Satoshi Kuwabara en la dirección. Originalmente estaba programada para estrenarse en octubre de 2020, pero debido los problemas causados por la pandemia de COVID-19 la fecha se retrasó a enero de 2021. Se emitió en TBS entre el 8 de enero y el 26 de marzo de 2021. El 19 de julio de 2022, Funimation lanzó dos Blu-ray que recopilan los doce episodios. Crunchyroll estrenó la primera temporada con doblaje para Hispanoamérica —a cargo de VSI Ciudad de México y con dirección de Roberto Salguero— el 4 de agosto de 2022 y la segunda el 25 de agosto de ese año.
El 1 de abril de 2023, en el «The Quintessential Quintuplets Special Event 2023», se anunció que se realizaría un especial animado titulado Go-Tōbun no Hanayome∽, donde se adaptarían historias de la obra que no salieron en la primera serie. Hecho por el estudio Shaft y dirigido por Kōji Matsumura y Yukihiro Miyamoto, el programa de una hora de duración se emitió en cines japoneses desde el 14 de julio y más tarde, los días 2 y 9 de septiembre, se transmitió en TBS como dos episodios.
En abril de 2024 se informó que la franquicia realizará una tercera producción animada, titulada Go-Tōbun no Hanayome*, que tratará sobre la luna de miel entre Futarō y las quintillizas. El argumento es original, puesto que nada de esto se menciona en el manga, aunque el programa contará con la supervisión de Haruba. El proyecto es un segundo especial de televisión que se estrenará en el futuro, luego de una proyección teatral de tres semanas el 20 de septiembre de 2024. El especial está dirigido por Masato Jinbo y animado por Bibury Animation Studios.

### Banda sonora
La banda sonora de la primera temporada, que contiene cuarenta y siete pistas, la compusieron Hanae Nakamura, Miki Sakurai y Natsumi Tabuchi y el 6 de marzo de 2019 el sello Anchor Records la publicó en Japón. El opening es «Gotōbun no Kimochi» (五等分の気持ち?) de The Nakano Family's Quintuplets (中野家の五つ子 Nakano-ke no Itsutsugo?) —grupo conformado por las actrices de voz de las quintillizas, únicamente para la serie—, que Theron Martin de Anime News Network calificó positivamente. El ending, por otra parte, es «Sign», interpretado por Aya Uchida. El CD de un sencillo compuesto por Mayumi Kaneko e interpretado por The Nakano Family's Quintuplets se lanzó en marzo de 2020. Varios analistas del sitio web Ramen para Dos coincidieron al calificar a la música como uno de los aspectos «más flojos» del anime.
La segunda temporada contó con los temas «Gotōbun no Katachi» (五等分のカタチ?) para la apertura y «Hatsukoi» (はつこい?) en el cierre, ambos interpretados por The Nakano Family's Quintuplets. Anchor Records publicó el álbum de veintiocho pistas el 31 de marzo de 2021. Asimismo, el 12 de julio de 2023 Pony Canyon lanzó un EP que contiene doce canciones que salen en la serie. Con respecto a la música que se usó para la película, Anchor publicó el álbum correspondiente, de treinta y tres pistas, el 25 de mayo de 2022. The Nakano Family's Quintuplets se encargó de interpretar los opening y ending de Go-Tōbun no Hanayome∽, que son «Gotōbun no Mirai» (中野家の五つ子?) y «Takaramono» (たからもの?), respectivamente. Tanto estos temas como los utilizados en algunos videojuegos de la serie conformaron un CD que se publicó en Japón el 12 de julio de 2023.

### Película
En marzo de 2021 se anunció la producción de una secuela del anime y, el 18 de abril, la cuenta de Twitter de la franquicia reveló que no se trataba de una tercera temporada, sino de un largometraje. Dirigida por Masato Jinbo y producida por el estudio Bibury, la película es una adaptación del final de la historieta. Estrenada el 20 de mayo de 2022, en los primeros tres días recaudó 390 millones de yenes —poco más de tres millones de dólares— en 108 cines, lo que la convirtió en un éxito. Se proyectó en México a partir de febrero de 2023, bajo la distribución de Crunchyroll, y desde el 4 de mayo de ese año se encuentra disponible en el sitio web de dicha compañía, con doblaje para Hispanoamérica. Amazon Prime Video es otra de las plataformas que tienen a la película en su catálogo.

### Videojuegos
En 2020 se lanzó Go-Tōbun no Hanayome: Itsutsu-ko-chan wa Puzzle wo Gotoubun Dekinai (五等分の花嫁 五つ子ちゃんはパズルを五等分できない?), videojuego para móviles y de lógica realizado por enish. Posteriormente, MAGES. desarrolló Go-Tōbun no Hanayome ~Natsu no Omoide mo Gotōbun~ (五等分の花嫁∬ ～夏の思い出も五等分～?) (2021), disponible para PlayStation 4 y Nintendo Switch; Eiga Go-Tōbun no Hanayome ~Kimi to Sugoshita Itsutsu no Omoide~ (映画 五等分の花嫁 ～君と過ごした五つの思い出～?) (2022), novela visual destinada a las mencionadas plataformas y que consiguió buenas ventas; y Go-Tōbun no Hanayome: Goto Pazu Story (五等分の花嫁 ごとぱずストーリー?) (2023), una adaptación a consola del ya nombrado videojuego de lógica.
Asimismo, como parte de eventos colaborativos, los personajes de la obra han aparecido en videojuegos basados en otras franquicias. Entre el 25 y el 31 de mayo de 2019, por ejemplo, las quintillizas figuraron entre los personajes especiales seleccionables en Venus 11 Vivid!! (ビーナスイレブンびびっど！?), videojuego para móviles desarrollado por amazing Inc. que trata sobre fútbol femenino. Lo mismo ocurrió desde el 1 hasta el 14 de noviembre de 2021 con Heroine All-Stars, también destinado a móviles y basado en Rent-A-Girlfriend, manga publicado en la misma revista. Asimismo, se realizó una colaboración entre la segunda temporada del anime y Fairy Tail cuando, entre los equipamientos de Fairy Tail: Ultimate Dance of Magic (FAIRY TAIL 極・魔法乱舞?), se incluyeron las vestimentas de las hermanas por un corto tiempo.

## Recepción

### Críticas
El argumento de la serie ha sido comparado con el de Bokutachi wa Benkyō ga Dekinai, manga de Shūeisha cuyo primer volumen se publicó prácticamente al mismo tiempo. Los dos están protagonizados por un joven pobre al que, debido a diferentes razones, se le encomienda la educación de compañeros menos aventajados. Un analista de Anime UK News recomendó a sus lectores la primera en lugar de Go-Tōbun no Hanayome, al considerar esta última menos divertida. Paul Jensen de Anime News Network dijo que, aunque la trama es poco original entre las comedias harem, el protagonista «rompe el molde», porque no es un «pedazo de cartón» creado para que el espectador se vea reflejado en él. Un crítico de Ramen para Dos afirmó que «quizá el punto más fuerte de la serie sean las cinco hermanas, [porque] todas consiguen caer bien desde el primer momento y resultan realmente interesantes». Un recurso que recibió comentarios negativos de Jensen fue la utilización de coincidencias y conveniencias para que la trama avance.
El estilo de dibujo ha recibido comentarios positivos por ser «lo suficientemente detallado como para permitirte distinguir a las hermanas, aun cuando todas son más o menos iguales». Asimismo, la animación del programa de televisión obtuvo elogios por parte de un crítico de Ramen para Dos y de Theron Martin, que en Anime News Network escribió: «Los méritos técnicos, cortesía de Tezuka Productions, son muy buenos y ofrecen muchos diseños de personajes interesantes». Particularmente, el boceto de Nino es el que mayor repercusión consiguió. Sobre el humor, Jensen opinó que las escenas de comedia están bien sincronizadas y contienen remates que posicionan a Go-Tōbun no Hanayome «por delante de las series promedio». La película, por su lado, obtuvo críticas positivas de la prensa especializada y el público por igual. El periodista Richard Whittaker escribió en The Austin Chronicle que el largometraje cumplió su función como «resolución» de la historia.

### Popularidad

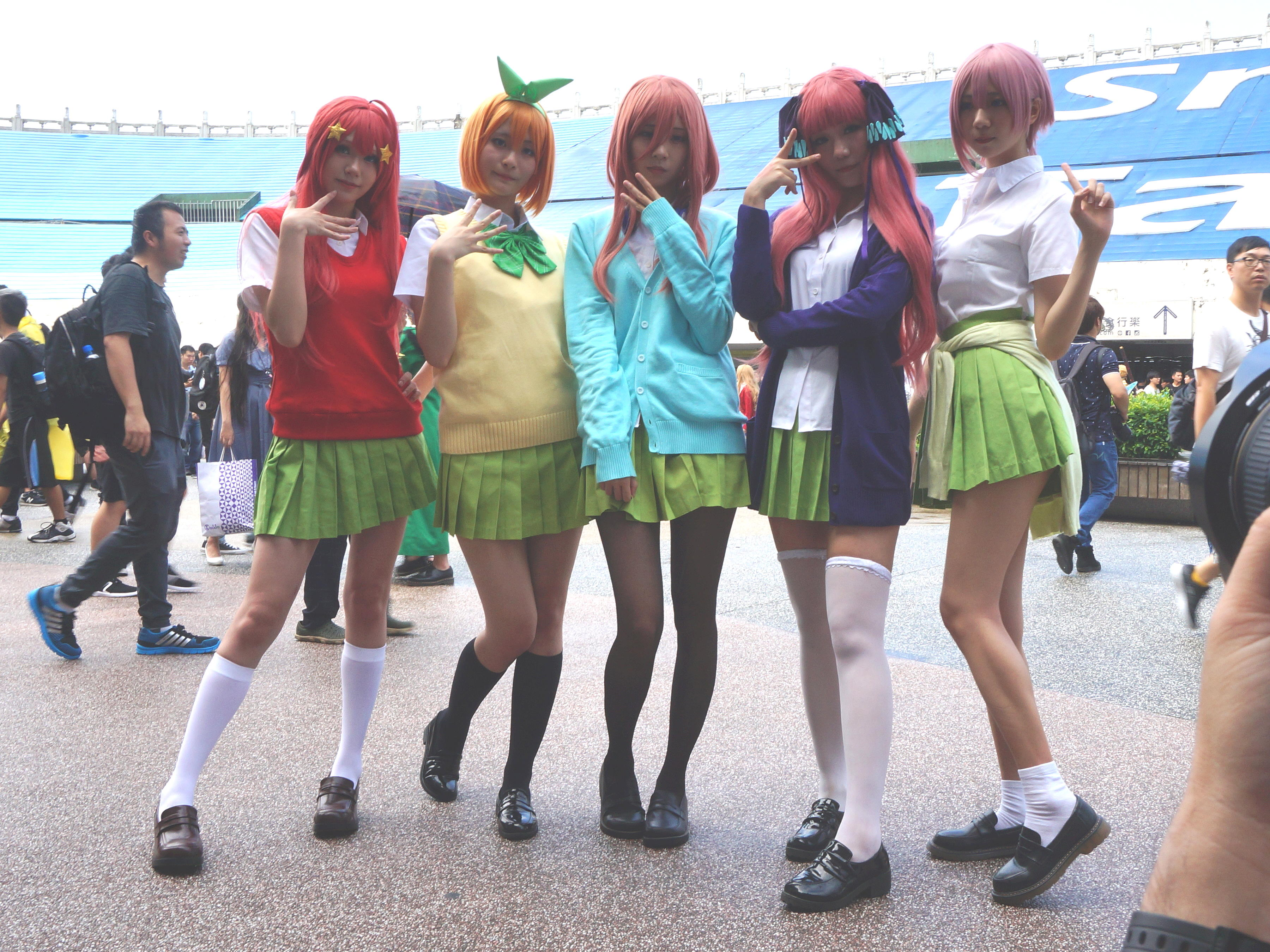
Cosplayers de las quintillizas. De derecha a izquierda: Ichika, Nino, Miku, Yotsuba e Itsuki.

Durante su publicación, Go-Tōbun no Hanayome fue uno de los títulos más representativos de su revista y se convirtió en la comedia romántica más exitosa de la misma, esto junto con Kakkō no Iinazuke. Más de veinte millones de copias en circulación, a fecha de 2022, lo convierten en uno de los mangas más vendidos de la historia. Además, fue la quinta historieta que más ventas generó en Japón en 2019 y estuvo entre las tres obras más exitosas durante la primera mitad del año 2020. La alta demanda continuó incluso después de la finalización de la serie, un hecho sin precedentes para la Shūkan Shōnen Magazine. De acuerdo con TBS, el anime también tuvo un buen rendimiento comercial en sus formatos domésticos.
Por las características de la trama, la popularidad de los cinco personajes femeninos siempre estuvo dividida, de modo que se generaron grupos de fanáticos en redes sociales que apoyaban a su preferida. Algunos seguidores se posicionaron a favor de alguna quintilliza desde el principio, como en el caso de Miku, mientras que los restantes esperaron a ver el desarrollo de personaje de otra, como sucedió con Nino. Según Haruba, los hombres en su mayoría prefieren a Miku, una «chica a la que quieres proteger», y las mujeres se decantan por las tenaces Ichika y Nino. Luego del final del manga, se llevó a cabo una votación para elegir el mejor capítulo. Participaron casi noventa mil personas y el ganador fue el n.° 59, en el que Nino confiesa sus sentimientos. Esta integra además un listado de Goo Ranking sobre los cincuenta personajes más populares en la historia de la industria, en la posición n.° 36.

### Mercadotecnia
Respecto a los productos sobre la franquicia, TBS puso a la venta diversos artículos de las adaptaciones al anime, como pósteres, llaveros, tarjetas y bolsos. Por otro lado, de la mercancía relacionada con el manga se encarga Weekly Magazine Net Shop, tienda en línea propiedad de Rakuten que abrió en 2019. También, se llevaron a cabo exposiciones con fines comerciales y con este mismo objetivo se realizaron colaboraciones con diversas marcas, tales como Hi-Chew y Bakauke. Asimismo, Premium Bandai anunció una línea de ropa interior basada en los personajes de la serie y marcas como Kotobukiya y CAnime fabricaron figuras con el aspecto de las protagonistas, tanto a escala como en tamaño real.

### Premios
La serie estuvo entre los mangas nominados en los Next Manga Awards de 2018, organizados por Niconico, y con 16 106 votos quedó en el octavo lugar. Asimismo, ganó el premio de Manga Kōdansha de 2019 en la categoría shōnen. Al año siguiente, recibió el segundo puesto del grand prize en los premios BOOK☆WALKER, por detrás de Kaguya-sama: Love Is War.